# Vịt Elizabeth
Vịt Elizabeth là một giống vịt nhà, có nguồn gốc từ Úc. Chúng được phát triển thành một giống vịt lấy thịt có kích thước nhỏ phát triển nhanh vào năm 1972 bởi Lance Ruting ở Merrylands, New South Wales và được đặt theo tên vợ của ông, Ann Elizabeth Ruting. Chúng hiện được nuôi ở Úc và New Zealand, nhưng không dễ dàng mua được và được phân loại là nguy cơ tuyệt chủng theo tổ chức Quỹ giống hiếm Úc.
Vịt giống này chỉ có một màu và chúng được mô tả là nhỏ nhắn, với ngực rộng và khá bầu, chân hơi ngắn và đầu tròn. Con đực có đầu màu xanh lá cây bóng loáng, kết thúc bằng một "chiếc nhẫn trắng". Lông của vịt giống này có loại lông vũ màu xám và viền bên trong kem, lông dưới màu trắng, lông màu xám than trên lưng cũng được khoanh tròn với phần thân màu trắng, đen và đuôi nâu đen. Vịt cái có màu nâu vàng, với các dấu màu nâu ở phần giữa của mỗi sợi lông trên phần lớn cơ thể. Đối với cả hai giới tính, chúng có mỏ màu xám, mắt màu nâu sẫm và chân màu đồng. Vịt giống này được báo cáo là có thể đẻ 100 - 150 quả trứng mỗi năm.
Theo The Backyard Duck Book, phả hệ và tình trạng của giống vịt này gây tranh cãi, chính vì thế giống này đôi khi không được đề cập đến. Tuy nhiên, vịt Elizabeth có thể là giống lai thuần dưỡng của vịt Rouen Clair và vịt Mallard.